# 費羅尼克利足球會
費羅尼克利74足球俱樂部，通常簡稱為費羅尼克利74，亦稱費羅尼克利，是一家位於科索沃格洛戈瓦茨的職業足球俱樂部。該俱樂部現時參加科索沃足球超級聯賽作賽，是該國的頂級足球聯賽。

## 歷史
1974年，該俱樂部以尼凱利之名成立。在1974年春夏期間，俱樂部的成立、註冊和加入跨市足球聯賽級別（即普里什蒂納地區聯賽）等各方面都進行活動。這項活動的領導者是體育教師哈希姆·馬拉（Hashim Mala）。
1974年4月8日，足球俱樂部成立大會在格洛戈瓦茨市議會大廳舉行。在這次大會上成立俱樂部，命名為尼凱利，總部設在格洛戈瓦茨。隨後選出俱樂部領導層，11人主席團由塔希爾·阿賈茲（Tahir Ajazi）擔任主席，穆爾特斯·佐古（Murtes Zogu）擔任副主席，尤蘇夫·多布拉（Jusuf Dobra）擔任秘書，哈比布·庫基奇（Habib Kukiqi）擔任司庫，董事會成員包括費塔赫·埃爾沙尼（Fetah Elshani）、伊斯梅爾·巴伊拉克塔里（Ismail Bajraktari）、梅赫迪·巴爾迪（Mehdi Bardhi）、納齊夫·塞伊達（Nazif Sejda）、拉德·耶夫雷莫維奇（Rade Jevremović）、雷姆茲·赫塔（Remzi Heta）和蘇萊曼·卡斯特拉蒂（Sylejman Kastrati）。大會選出梅赫迪·巴爾迪（Mehdi Bardhi）擔任技術總監，哈希姆·馬拉擔任教練。
自1984年附近的礦石開採和冶金綜合企業建成以來，該俱樂部在歷史上一直與NewCo費羅尼克利公司密切相關。 在2014–15賽季，他們首次在俱樂部歷史上奪得冠軍。 他們還贏得了2018–19賽季的冠軍，首次獲得參加歐洲冠軍聯賽預賽階段的資格。

## 球場
俱樂部的主場比賽在雷克謝普·雷克謝皮球場（Stadiumi Rexhep Rexhepi）進行，這是位於科索沃格洛戈瓦茨的一座多功能體育場。球場可容納6,000名觀眾，全部為座席，以俱樂部前球員兼隊長雷克謝普·雷克謝皮（Rexhep Rexhepi）命名。雷克謝普·雷克謝皮曾為科索沃解放軍作戰，並於1999年2月12日在科索沃戰爭開始前的解放軍起義期間被塞爾維亞軍隊殺害。

## 榮譽
| 類型 | 賽事               | 冠軍次數 | 賽季/年份                 |
| ---- | ------------------ | -------- | ------------------------- |
| 國內 | 科索沃足球超級聯賽 | 3        | 2014–15, 2015–16, 2018–19 |
| 國內 | 科索沃盃           | 3        | 2013–14, 2014–15, 2018–19 |
| 國內 | 科索沃超級盃       | 2        | 2015, 2919                |
| 國際 | 阿爾巴尼亞獨立盃   | 1        | 2014                      |

## 外部連結
- 官方网站 （阿爾巴尼亞語）